# Trikola
Trikola (nep. त्रिकोल) – gaun wikas samiti we wschodniej części Nepalu w strefie Sagarmatha w dystrykcie Saptari. Według nepalskiego spisu powszechnego z 2001 roku liczył on 794 gospodarstw domowych i 4065 mieszkańców (1942 kobiet i 2123 mężczyzn).